# Charlie Hall (acteur)
Pour les articles homonymes, voir Hall.
Charlie Hall (1899–1959) est un acteur britannique de second plan du cinéma américain né en 1899 et mort en 1959. Il est connu pour être l'acteur apparaissant le plus souvent aux côtés de Laurel et Hardy dans près de 50 de leurs films. On le retrouve aussi dans les comédies de Charley Chase ou Buster Keaton. Éternel second rôle, il a pourtant tourné dans près de 300 films.

## Biographie
Charlie Hall naît à Birmingham dans le centre de l'Angleterre où, suivant les traces de son père, il se destine au métier de charpentier. Adolescent, il entre dans la troupe de Fred Karno et à l'image de Charlie Chaplin, Albert Austin ou Stan Laurel, il embarque avec la troupe pour les États-Unis en 1920.
Étant de relative petite taille (1,60 m), il se fait une spécialité, par contraste comique, de jouer les "méchants" et les "hargneux", rôle habituellement réservé aux acteurs à la stature imposante. C'est ainsi qu'il est souvent confronté à Oliver Hardy qui fait largement plus que le double de son poids. Cette même particularité physique lui fait très souvent jouer le rôle de groom ou de liftier dans les figurations.
Dans le milieu des années cinquante, Charlie Hall connaît de graves problèmes de santé et abandonne le métier d'acteur et redevient alors accessoiriste et décorateur.
Il meurt en 1959 d'une crise cardiaque et est enterré au Forest Lawn Memorial Park (Hollywood Hills).

## Filmographie partielle
- 1921 : The Janitor de Thomas La Rose (CM)
- 1923 : Une riche nature (Mother's Joy) de Ralph Ceder (CM) : Houseguest - Stan Laurel
- 1924 : Smithy de George Jeske et Hal Roach (CM) : Worker (non crédité) - Stan Laurel
- 1924 : The Cowboy Sheik de J.A. Howe (CM) : Party guest
- 1924 : Postage Due de George Jeske (CM) : Customer - Stan Laurel
- 1924 : Le Gagnant du grand prix (Zeb vs. Paprika) (CM) de Ralph Ceder - Stan Laurel
- 1924 : Big Moments from Little Pictures de Roy Clements (CM) : sosie de Chaplin
- 1924 : Le Facteur incandescent (Near Dublin) de Ralph Ceder  (CM) : un villageois - Stan Laurel
- 1924 : Going to Congress de Rob Wagner (CM) : Farm boy in crowd
- 1924 : A Ten Minute Egg de Leo McCarey (CM) : le groom (non crédité)
- 1925 : Bad Boy de Leo McCarey (CM) : Dance Hall Tough Guy (non crédité)
- 1925 : Le Grand chaperon rouge de Leo McCarey (CM) : Book Thief (non crédité)
- 1925 : Quelle vie ! (Isn't Life Terrible?) de Leo McCarey (CM) : Steward Who Drops Plates (non crédité)
- 1925 : Madame Sans Jane James W. Horne (CM)
- 1925 : Unfriendly Enemies de Stan Laurel (CM) : First soldier over the top
- 1926 : Good Cheer de Robert F. McGowan (CM) : Motorist/Crooked Santa
- 1926 : Buried Treasure de Robert F. McGowan (CM) : l'homme déguisé en gorille
- 1926 : Monkey Business de Robert F. McGowan (CM) : le vendeur de ballons
- 1926 : Baby Clothes de Robert F. McGowan (CM) : le groom
- 1926 : Le Mari à double face (Mighty Like a Moose) de Leo McCarey (CM) : le cireur de chaussure (non crédité)
- 1926 : Un mariage mouvementé (Thundering Fleas) de Robert F. McGowan (CM) : un musicien
- 1926 : The Merry Widower de Richard Wallace (CM) : figuration (non crédité)
- 1926 : Bromo and Juliet de  Leo McCarey (CM) : l'accessoiriste (non crédité) - Oliver Hardy
- 1926 : The Cruise of the Jasper B de James W. Horne : Mover (non crédité)
- 1927 : Are Brunettes Safe? de James Parrott (CM) : un villageois (non crédité)
- 1927 : Seeing the World de Robert A. McGowan et Robert F. McGowan (CM) : le chauffeur anglais
- 1927 : Forgotten Sweeties de James Parrott (CM)
- 1927 : Eve's Love Letters de Leo McCarey (CM) : le chauffeur de taxi (non crédité)  - Stan Laurel
- 1927 : Un ancien flirt (Love 'Em and Weep) de Fred Guiol (CM) : le valet de Tillsbury (non crédité) - Laurel et Hardy
- 1927 : Fluttering Hearts de James Parrott (CM) : l'homme sous sa voiture lors de la poursuite - Oliver Hardy
- 1927 : Les Gaietés de l’infanterie (With Love and Hisses) de Fred Guiol (CM) : un soldat (non crédité) - Laurel et Hardy
- 1927 : Sportif par amour (College) de James W. Horne et Buster Keaton : Coxswain (non crédité)
- 1927 : Poursuite à Luna-Park (Sugar Daddies) de Fred Guiol (CM) : un client de l'hôtel - Laurel et Hardy
- 1927 : Les Forçats du pinceau (The Second Hundred Years) de Fred Guiol (CM) : un détenu - Laurel et Hardy
- 1927 : Le Chant du coucou (Call of the Cuckoo) de Clyde Bruckman (CM) : un pensionnaire de l'asile - Laurel et Hardy
- 1927 : La Bataille du siècle (The Battle of The Century) de Clyde Bruckman (CM) : le livreur de tartes - Laurel et Hardy
- 1928 : Playin' Hookey de Robert A. McGowan (CM) : la star de cinéma
- 1928 : Laissez-nous rire (Leave 'Em Laughing) de Clyde Bruckman (CM) : le propriétaire - Laurel et Hardy
- 1928 : Came the Dawn de Arch Heath et Leo McCarey (CM) : Little Moving Man (non crédité)
- 1928 : Crooks Can't Win de George M. Arthur : 'Bull' Savage (as Charles Hill)
- 1928 : Ton cor est à toi (You're Darn Tootin') de Edgar Kennedy (CM) : un musicien - Laurel et Hardy
- 1928 : Lady Be Good de Richard Wallace : l'acteur au visage grimé en noir (non crédité)
- 1928 : The Butter and Egg Man de Richard Wallace : le pickpocket (non crédité)
- 1928 : Un homme à boue (Should Married Men Go Home?) de James Parrott (CM)  Soda Jerk (non crédité) - Laurel et Hardy
- 1928 : Captain Swagger de Edward H. Griffith : Messenger (non crédité)
- 1928 : V'là la flotte (Two Tars) de James Parrott (CM) : le vendeur de chaussure - Laurel et Hardy
- 1928 : Must We Marry? de Frank S. Mattison (as Charles Hall)
- 1928 : Feed 'em and Weep de Fred Guiol (CM) : le cuisinier
- 1929 : A Pair of Tights de Hal Yates (CM) : Man in fender bender (non crédité)
- 1929 : Y a erreur ! (Wrong Again) de Leo McCarey (CM) : le voisin - Laurel et Hardy
- 1929 : C'est ma femme (That's My Wife) de Lloyd French (CM) : le serveur (non crédité) - Laurel et Hardy
- 1929 : Œil pour œil (Big Business) de James W. Horne (CM) Neighbor (non crédité) - Laurel et Hardy
- 1929 : Movie Night de Lewis R. Foster (CM) : Audience Member (non crédité)
- 1929 : Son Altesse Royale (Double Whoopee) de Lewis R. Foster (CM) : le chauffeur de taxi - Laurel et Hardy
- 1929 : Little Mother de Robert F. McGowan (CM) : le chauffeur de taxi
- 1929 : Laurel et Hardy en wagon-lit (Berth Marks) de Lewis R. Foster (CM) le passager irascible (non crédité) - Laurel et Hardy
- 1929 : Leaping Love de Warren Doane (CM) : l'ambulancier (non crédité)
- 1929 : La flotte est dans le lac (Men O'War) de Lewis R. Foster (CM) : sur un barque (non crédité) - Laurel et Hardy
- 1929 : Dad's Day de Leo McCarey (CM) : Bather
- 1929 : Boxing Gloves de Robert A. McGowan (CM) : Sidewalk diner attendant
- 1929 : Ils vont faire boum ! (They Go Boom!) de James Parrott (CM) : le propriétaire (non crédité) - Laurel et Hardy
- 1929 : Why Bring That Up? de George Abbott : Tough (as Charles Hall)
- 1929 : Une saisie mouvementée (Bacon Grabbers) de Lewis R. Foster (CM) : le chauffeur de camion  - Laurel et Hardy
- 1929 : Derrière les barreaux (The Hoose-Gow) de James Parrott (CM) : Treetop Lookout - Laurel et Hardy
- 1929 : Skirt Shy de Charley Rogers (CM) : le postier (non crédité)
- 1929 : Entre la chèvre et le chou (Angora Love) de Lewis R. Foster (CM) : un locataire - Laurel et Hardy
- 1930 : The Real McCoy de Warren Doane (CM) : le montagnard (non crédité)
- 1930 : Quelle bringue ! (Blotto) de James Parrott (CM) : le chauffeur de taxi (non crédité) - Laurel et Hardy
- 1930 : La Vida nocturna (Une nuit extravagante) de James Parrott (CM) : le chauffeur de taxi (non crédité) - Laurel et Hardy
- 1930 : The Fighting Parson de Fred Guiol et Charley Rogers (CM) : le serveur
- 1930 : En dessous de zéro (Below Zero) de James Parrott (CM) le commerçant nettoyant son devant de porte (non crédité) - Laurel et Hardy
- 1930 : Tiembla y titubea de James Parrott (CM) le commerçant nettoyant son devant de porte - Laurel et Hardy
- 1930 : Pick 'Em Young de Monte Carter (CM)
- 1930 : Bear Shooters de Robert F. McGowan (CM) : Charlie (the other bootlegger)
- 1930 : Fifty Million Husbands de James W. Horne et Edgar Kennedy (CM) : Neighbor (non crédité)
- 1930 : Fast Work de James W. Horne (CM) : un serveur (non crédité)
- 1930 : Let's Go Native de Leo McCarey : un passant (non crédité)
- 1930 : Pups Is Pups de Robert F. McGowan (CM) : le violoniste (non crédité)
- 1930 : Dollar Dizzy de James W. Horne (CM) : le groom
- 1930 : Only Saps Work (en) de Cyril Gardner et Edwin H. Knopf : le serveur (non crédité)
- 1931 : Drôles de bottes (Be Big!) de James W. Horne (CM) : le groom (non crédité) - Laurel et Hardy
- 1931 : The Pip from Pittsburg de James Parrott (CM) : le partenaire de Kay lors de la danse (non crédité)
- 1931 : Lime Juice Nights de Lewis R. Foster (CM)
- 1931 : Le Bon Filon (Laughing Gravy) de James W. Horne (CM) : le propriétaire (non crédité) - Laurel et Hardy
- 1931 : Los Calaveras de James W. Horne : le groom/le propriétaire - Laurel et Hardy
- 1931 : Les Carottiers de James W. Horne : le groom/le propriétaire - Laurel et Hardy
- 1931 : Rough Seas de James Parrott (CM) Doughboy on Deck (non crédité)
- 1931 : Air-Tight de George Stevens (CM) The Glider Owner-Pilot (non crédité)
- 1931 : Noche de duendes (Feu mon oncle / Spuk um Mitternacht) de James Parrott : le passager du train (non crédité) - Laurel et Hardy
- 1931 : Politiquerías de James W. Horne : le garçon d'ascensseur - Laurel et Hardy
- 1931 : Let's Do Things de Hal Roach  (CM) : le serveur
- 1931 : Sweepstakes d'Albert S. Rogell (non crédité)
- 1931 : Lemon Meringue de Harry Sweet (CM) : Pieman
- 1931 : The Panic Is On de James Parrott (CM) : un passant (non crédité)
- 1931 : Sous les verrous (Pardon Us) de James Parrott : l'assistant du dentiste (non crédité) - Laurel et Hardy
- 1931 : Skip the Maloo! de James Parrott (CM) : le steward (non crédité)
- 1931 : Toute la vérité (Come Clean) de James W. Horne (CM) : le vendeur de glace (non crédité) - Laurel et Hardy
- 1931 : The Pajama Party de Hal Roach (CM) : l'invité ivre (non crédité)
- 1931 : Mama Loves Papa de George Stevens (CM) : le laitier
- 1931 : Scratch-As-Catch-Can de Mark Sandrich (CM)
- 1931 : What a Bozo! de James Parrott (CM) : le serveur (non crédité)
- 1931 : Bad Company de Tay Garnett : le steward (non crédité)
- 1931 : War Mamas de Marshall Neilan (CM) : Doughboy
- 1931 : The Kick-Off! de George Stevens (CM) : un passant
- 1931 : Les Deux Légionnaires (Beau Hunks) de James W. Horne (CM) : une nouvelle recrue (non crédité) - Laurel et Hardy
- 1931 : On the Loose de Hal Roach (CM) : Shooting Gallery Attendant (non crédité) - Laurel et Hardy
- 1931 : Delicious de David Butler : un policier (non crédité)
- 1932 : Just a Pain in the Parlor de George Marshall (CM)
- 1932 : Seal Skins de Morey Lightfoot et Gilbert Pratt (CM) (non crédité)
- 1932 : Bon Voyage de Harry Sweet (CM) : le steward
- 1932 : Law and Order de Edward L. Cahn : le serveur au saloon (non crédité)
- 1932 : Stan boxeur (Any Old Port!) de James W. Horne (CM) : l'équipier de Stan (non crédité) - Laurel et Hardy
- 1932 : Livreurs, sachez livrer ! (The Music Box) de James Parrott (CM) : le postier (non crédité) - Laurel et Hardy
- 1932 : Strictly Unreliable de George Marshall (CM) : The Stage Manager (as Charley Hall)
- 1932 : Too Many Women de Lloyd French et Robert A. McGowan (CM) : un passant (non crédité)
- 1932 : The Loud Mouth de Del Lord (CM) : Front Row World Series Fan (non crédité)
- 1932 : Wild Babies de Lloyd French et Robert A. McGowan (CM) : l'explorateur, Wellington (as Charley Hall)
- 1932 : What Price Hollywood? de George Cukor : un reporter (non crédité)
- 1932 : Folies olympiques de Edward F. Cline : Klopstokian Athlete (non crédité)
- 1932 : The Golf Chump de Harry Sweet (CM) : un golfeur
- 1932 : Show Business de Jules White (CM) : un passager du train (non crédité)
- 1932 : Young Ironsides de James Parrott (CM) : le groom (non crédité)
- 1932 : Hold 'Em Jail de Norman Taurog : Referee (non crédité)
- 1932 : Les Sans-soucis (Pack Up Your Troubles) de George Marshall et Ray McCarey : le concierge (non crédité) - Laurel et Hardy
- 1932 : The Soilers de George Marshall (CM) : le garçon d'ascenseur (non crédité)
- 1932 : Taxi for Two de Del Lord (CM) : l'ivrogne (non crédité)
- 1932 : Sneak Easily de Gus Meins (CM) : Page
- 1932 : Mr. Bride de James Parrott (CM) : Tipsy Ship's Passenger (non crédité)
- 1932 : Cynara de King Vidor : Courtroom Spectator (non crédité)
- 1940 : Mexican Spitfire Out West de Leslie Goodwins (non crédité)
- 1943 : L'Homme-singe (The Ape Man) de William Beaudine